# Unterebersbach

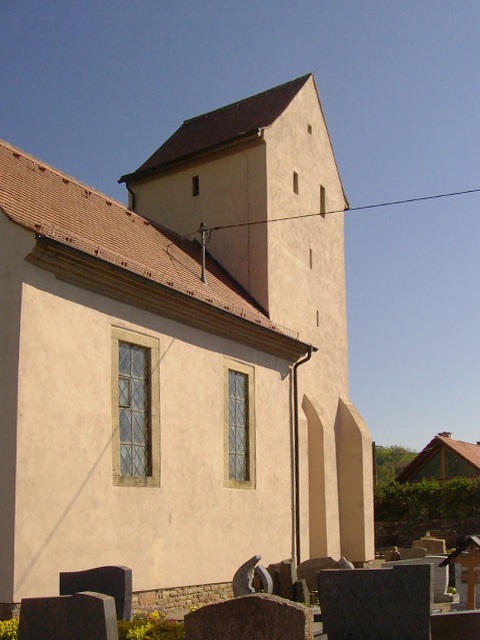
Peterskirche in Unterebersbach

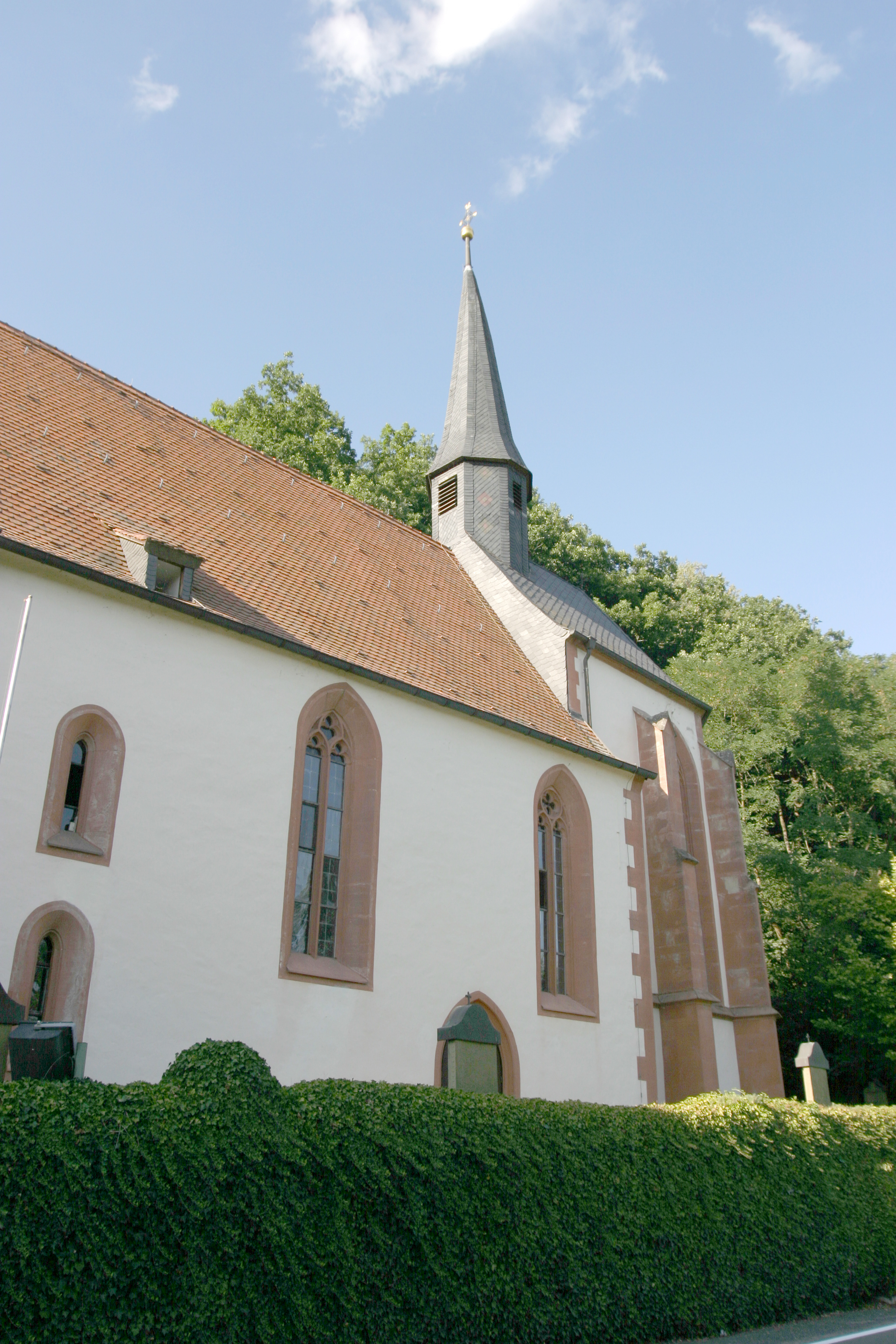
Maria-Schnee-Kirche in Unterebersbach

Unterebersbach ist ein Gemeindeteil der Gemeinde Niederlauer im unterfränkischen Landkreis Rhön-Grabfeld in Bayern. Der Gemeindeteil hatte im Dezember 2012 422 Einwohner.

## Geographie
Das Pfarrdorf liegt an der Fränkischen Saale und an der Straße von Bad Neustadt an der Saale nach Steinach. Durch Unterebersbach führt der Fränkische Marienweg.

## Geschichte
- 1230 erste urkundliche Erwähnung von Unterebersbach in einem Vertrag zwischen dem Bischof von Würzburg und Graf Boppo von Henneberg[3]
- 1. Januar 1978 Eingemeindung von Unterebersbach in die Gemeinde Niederlauer[4]
- 2006–2007 Verbreiterung der Palmsbergstraße von der Maria-Schnee-Kirche bis zum Sägewerk. Dabei wurde auch das Wehr der Fränkischen Saale umgebaut und die Häuser an die Kanalisation angeschlossen.

## Baudenkmäler
- Peterskirche: alte fränkische Wehrkirche am westlichen Ortsausgang, die wahrscheinlich im 13. Jahrhundert von den Herren von Rothenkolben erbaut wurde. Am Eingang steht die Jahreszahl 1498, die nach einem Umbau angebracht wurde[5]. Um die Kirche herum ist der Friedhof von Unterebersbach angelegt.
- Maria-Schnee-Kirche: Marien- und Wallfahrtskirche am östlichen Ortsausgang mit Kreuzweg an der Kirche.